# Dortmunder Gruppe 61
Dortmunder Gruppe 61 bildades 31 mars 1961 i Dortmund av en grupp författare som ville skriva om problem i arbetsvärlden genom litteraturen.

## Medlemmar
Medlemmar i "Gruppe 61" var bl.a. Max von der Grün, Josef Reding, Günter Wallraff, Angelika Mechtel, Peter-Paul Zahl, Willy Bartock och Hans K. Wehren.